# Circolo Nautico Posillipo 1990-1991
Questa voce raccoglie le informazioni riguardanti il Circolo Nautico Posillipo nelle competizioni ufficiali della stagione 1990-1991.

## Rosa
| N° |                     | Ruolo | Giocatore                      |
| -- | ------------------- | ----- | ------------------------------ |
|    | Italia (bandiera)   | P     | Maurizio Di Gennaro            |
|    | Italia (bandiera)   |       | Stefano Postiglione (Capitano) |
|    | Ungheria (bandiera) |       | Tibor Keszthelyi               |
|    | Ungheria (bandiera) |       | György Gerendás                |
|    | Italia (bandiera)   |       | Mario Marsili                  |
|    | Italia (bandiera)   |       | Franco Porzio                  |
|    | Italia (bandiera)   |       | Mario Fiorillo                 |
|    | Italia (bandiera)   |       | Giuseppe Porzio                |

| N° |                   | Ruolo | Giocatore             |
| -- | ----------------- | ----- | --------------------- |
|    | Italia (bandiera) |       | Valerio Antinori      |
|    | Italia (bandiera) |       | Antonello Postiglione |
|    | Italia (bandiera) |       | Piero Fiorentino      |
|    | Italia (bandiera) |       | Massimo Fiorentino    |
|    | Italia (bandiera) |       | Luca Capuano          |
|    | Italia (bandiera) |       | Fulvio Di Martire     |
|    | Italia (bandiera) |       | Massimo Galante       |